# 日本Nゲージモデラーズ協会
日本Nゲージモデラーズ協会 (Japan N-gauge Modelers Association、略称(JNMA)) とはNゲージ鉄道模型のメーカー、愛好者による団体である。

## 概要
1994年10月に、東京都の鉄道模型専門店「タヴァサホビーハウス」の町田信雄と、ガレージキットメーカー「MOMO工房」の野々村宏によって設立され、1995年以降、毎年JNMAフェスティバルを開催している。
「創る」をメインテーマにしてメーカーと愛好者間の垣根を取り払い相互の交流、鉄道模型界の活性化、普及に努めている。
JNMAフェスティバルは、かつて出展に関してはNゲージ鉄道模型に限定していたが、後に鉄道模型関連であれば出展できるようになった。
アマチュア出展者としてJNMAフェスティバルに参加していた者の中には後にメーカーとなった者もいる。
JNMAフェスティバル以外の活動としては、鉄道模型初心者を対象としてJNMAキット製作講座が2005年以降開催されている。